# Кунцевщина (станція метро)
53°54′23″ пн. ш. 27°27′20″ сх. д. / 53.90639° пн. ш. 27.45556° сх. д.
Ку́нцевщина (біл. Ку́нцаўшчына) — станція Автозаводської лінії Мінського метрополітену, розташована між станціями Спортивна та Кам'яна Гірка. Відкрита 7 листопада 2005 року у складі п'ятої черги Автозаводської лінії.

## Виходи
Виходи зі станції ведуть до перехрестя вулиць Притицького та Ліщинського, до мікрорайонів «Захід» і «Кунцевщина».

## Конструкція
Колонна двопрогінна мілкого закладення з однією прямою острівною платформою.

## Колійний розвиток
Станція без колійного розвитку.

## Оздоблення
В обробці колон застосована металокераміка, підлог - граніт. Основою у формуванні інтер'єру є пориста алюмінієва стеля золотистого кольору, що переходить до простору вестибюлів. В обробці станції переважають жовтий і білий кольори.

## Пересадки
- Автобуси: 29, 62э, 101, 116, 121, 149, 152с, 184с;
- Тролейбус: 13, 31;
- Маршрутки: 1183, 1259

## Фотогалерея

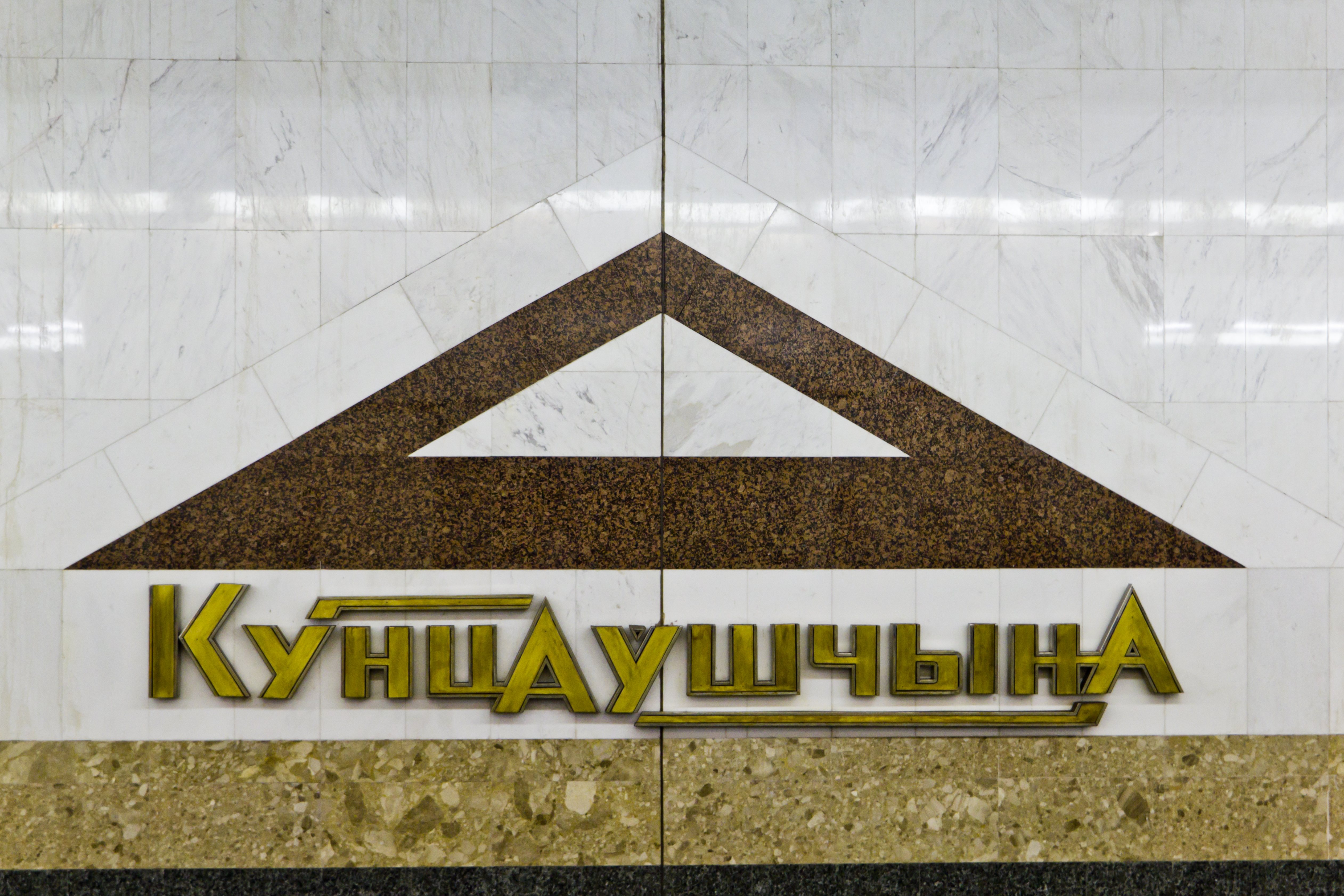
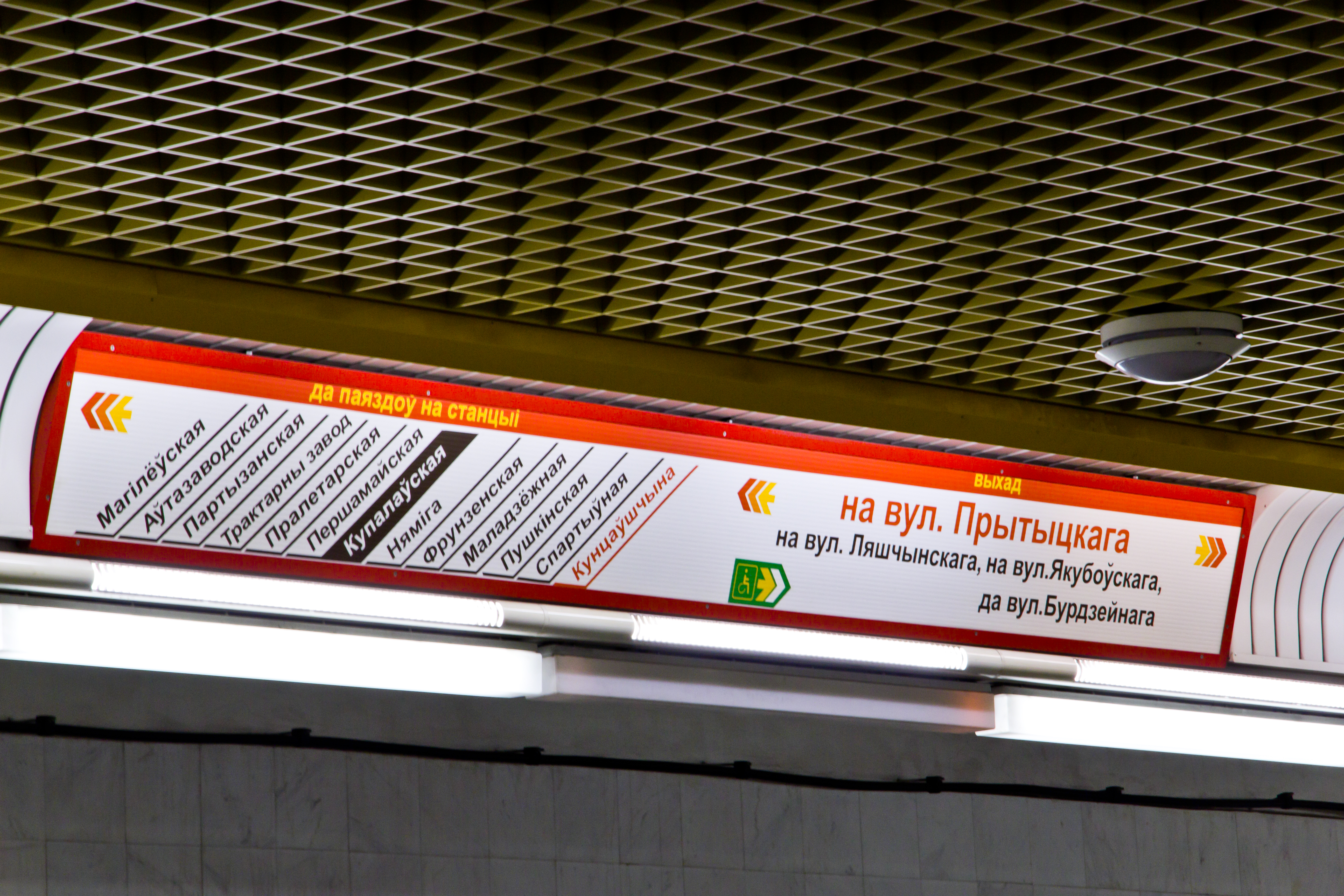